# 堂本 剛 と「Fashion & Music Hall」
堂本 剛 と「Fashion & Music Hall」（どうもとつよしとファッションアンドミュージックホール）は、FM OSAKAで2009年7月3日から放送されている番組である。
2008年3月に同枠でスタートした「244 ENDLI-x produce BOOTLEG RADIO」から、幾度かのリニューアルを経て現在のタイトルとなった。

## 放送時間
- 金曜日 21:00～21:55

## DJ
- 堂本剛